# Myoictis wavicus
Myoictis wavicus — вид хижих сумчастих ссавців з родини кволових (Dasyuridae). Вид раніше вважався підвидом Myoictis melas. Нещодавно він був підвищений до статусу повноцінного виду на основі морфологічного та генетичного обстеження (Woolley 2005, Westerman et al. 2006). Він найбільш тісно пов'язаний з Myoictis leucura. Етимологія: вид знайдено недалеко від містечка Вау.

## Опис
Цей вид є ендеміком Папуа Нової Гвінеї, де він відомий менше ніж з десяти зразків зібраних в північній частині Центральних Кордильєр. Діапазон проживання за висотою: 975 —1810 м над рівнем моря. Живе в первинному гірському лісі.  Як і його родичі, вважається денним і в основному наземним.

## Загрози та охорона
Немає ніякої інформації про можливі загрози цьому виду. Невідомо, чи цей вид зустрічається в охоронних районах.